# Піґжа (Торунський повіт)
Піґжа (пол. Pigża) — село в Польщі, у гміні Луб'янка Торунського повіту Куявсько-Поморського воєводства.
Населення — 1227 осіб (2011).
У 1975-1998 роках село належало до Торунського воєводства.

## Демографія
Демографічна структура станом на 31 березня 2011 року:
|          | Загалом | Допрацездатний вік | Працездатний вік | Постпрацездатний вік |
| -------- | ------- | ------------------ | ---------------- | -------------------- |
| Чоловіки | 622     | 145                | 442              | 35                   |
| Жінки    | 605     | 129                | 384              | 92                   |
| Разом    | 1227    | 274                | 826              | 127                  |